# Phacelia ramosissima
Phacelia ramosissima är en strävbladig växtart som beskrevs av David Douglas och Johann Georg Christian Lehmann. Phacelia ramosissima ingår i Faceliasläktet som ingår i familjen strävbladiga växter.

## Underarter
Arten delas in i följande underarter:
- P. r. austrolitoralis
- P. r. eremophila
- P. r. latifolia
- P. r. montereyensis
- P. r. subglabra

## Bildgalleri

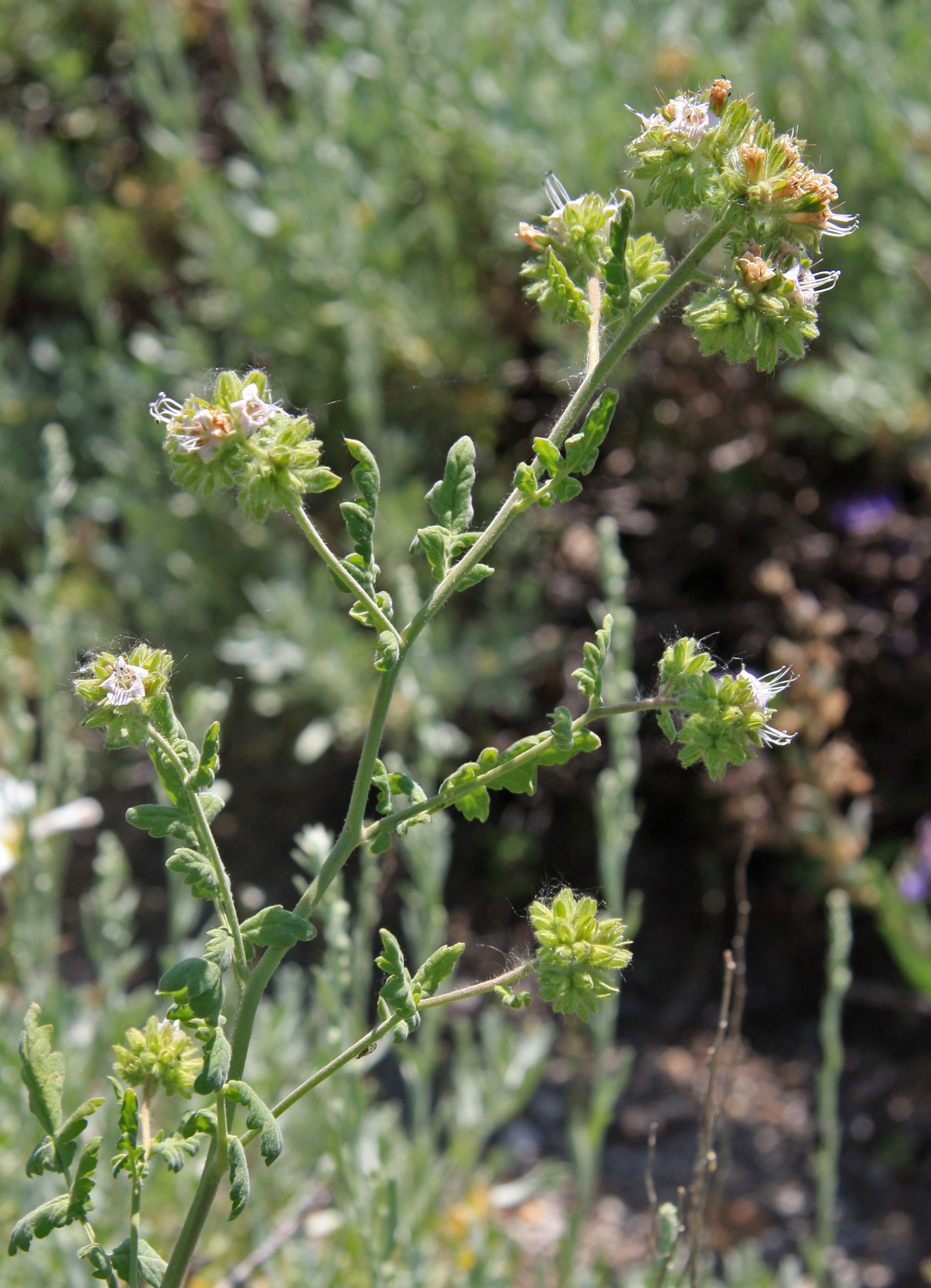